# 綠藍唇魚
綠藍唇魚（学名：Achoerodus viridis）為輻鰭魚綱鱸形目隆頭魚亞目隆頭魚科的其中一種，分布於澳洲東南部海域，棲息深度5-65公尺，體長可達62公分，棲息在沿海岩石區海域，生活習性不明。
其种加词“viridis”意为“绿色的”。